# Cossé-le-Vivien
Cossé-le-Vivien è un comune francese di 3 005 abitanti situato nel dipartimento della Mayenne nella regione dei Paesi della Loira.

## Monumenti e luoghi d'interesse

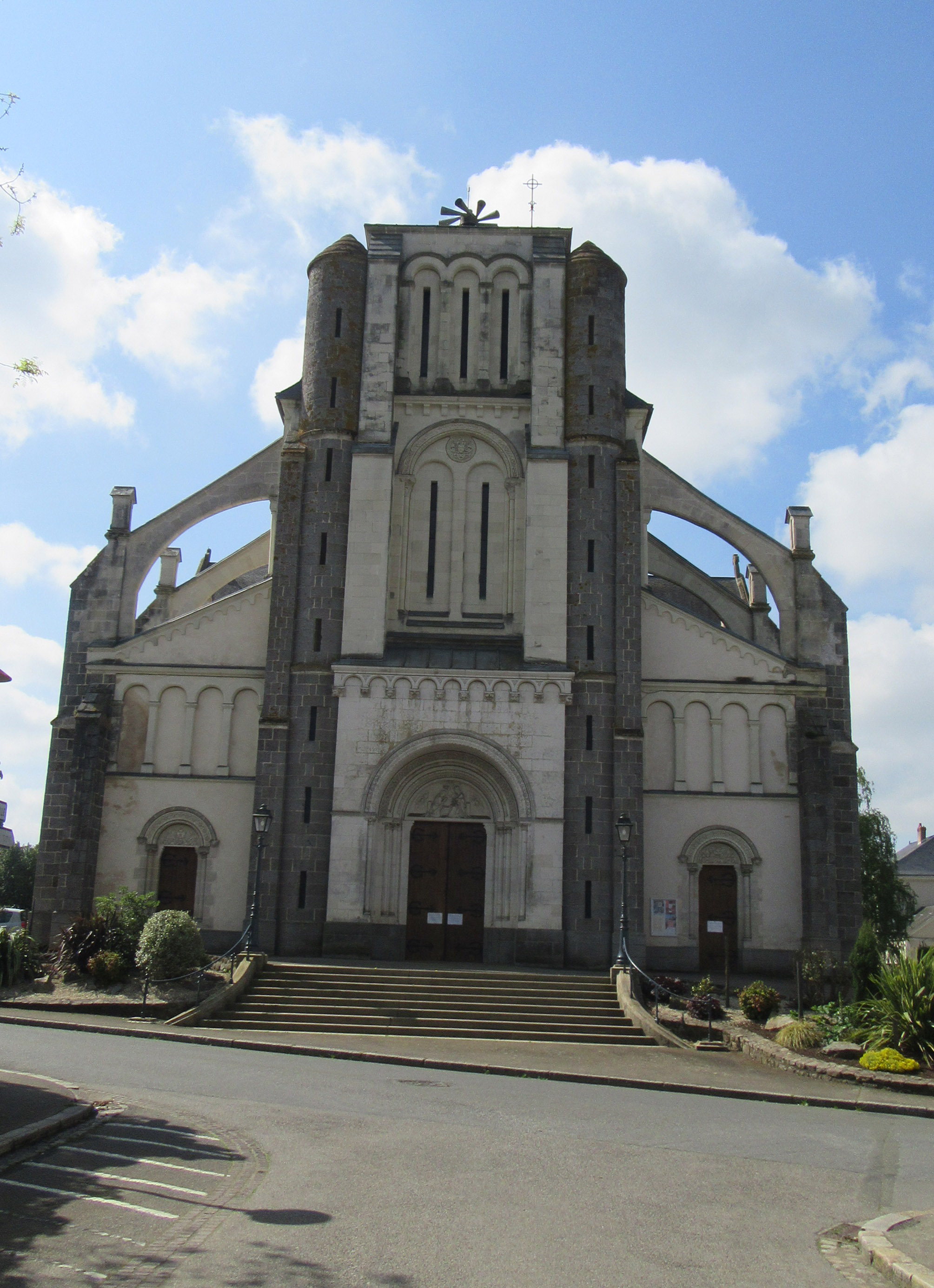
La chiesa parrocchiale

- Chiesa parrocchiale, dedicata ai santi Gervasio e Protasio, xv sec.
- Museo Robert-Tatin

## Società

### Evoluzione demografica
Abitanti censiti